# 農業地理学

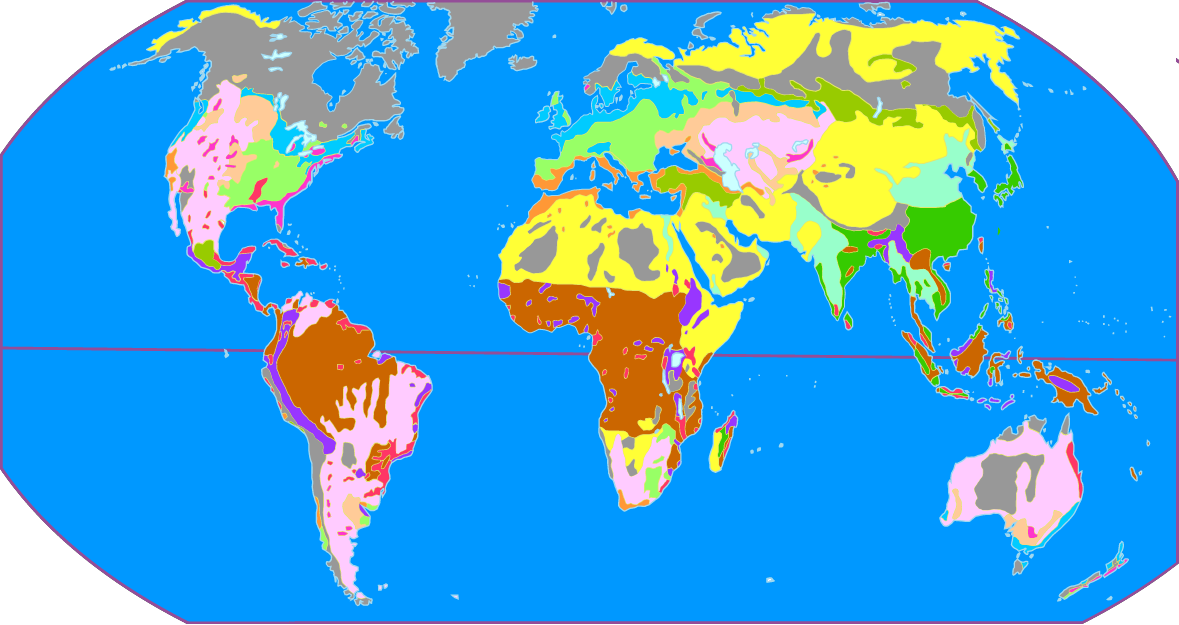
ホイットルセーの農業地域区分図
■（黄色）遊牧、■（桃色）企業的放牧（企業的牧畜）、
■（茶色）移動農業（焼畑農業）、■（紫色）初期定着農業（粗放的定住農業）、■（緑色）集約的自給的稲作農業（アジア式稲作農業）、■（アクアマリン）集約的自給的畑作農業（アジア式畑作農業）、■（オリーブ色）自給的混合農業、■（黄緑色）商業的混合農業、
■（空色）商業的酪農（酪農）、■（オレンジ色）地中海式農業、■（薄橙色）商業的穀物農業（企業的穀物農業）、■（赤色）商業的プランテーション（プランテーション農業）、■（マゼンタ）特殊園芸農業（園芸農業）、
■（灰色）非農業地域（林業を含む。）

農業地理学（のうぎょうちりがく、英語：agricultural geography）は、農業全般に関する地域的事象を扱う人文地理学の一分野である。経済地理学の一分野とみなされることも多い。農業地理学が明確化されたのは、1911年の地理学者のクルチモフスキーの「農業の空間的分布、構成と地域的条件を解明する分野」という定義によってである。この分野は長らく、農業活動の差異は自然環境の差異によって説明される、という環境決定論の色彩を帯びていたが、1930年代のアメリカ合衆国において見直す動きが始まり、第二次世界大戦後にはヨーロッパでも決定論から脱した。さらに農業技術の進歩と貿易の自由化によって、様々な農産品が世界中に普及するようになり農業地理学のテーマも多様になった。近年では、グローバル化の影響と発展途上国における食料難の問題も相まって、フードシステムやアグリビジネスなど国際的な分析視角を取り入れることが不可欠になっている。分野の性質上、農業を営む集落である農村を扱う農村地理学との重複も多い。よって農業に対する知識だけでなく、農村社会や過疎化の問題などに対する関心も必要となる。